# Kader Klouchi
Kader Klouchi, né le 1er juin 1969 à Tipaza en Algérie, est un athlète et artiste français spécialiste du saut en longueur.

## Biographie

### Carrière sportive
Enfant, il est passionné de basket-ball, mais c'est rapidement vers l'athlétisme qu'il se tourne, dès son entrée au collège.
Quasiment autodidacte, c'est dans « le plus beau stade du monde », à ses dires, avec l’Étoile Sportive d'Aussillon dans le Tarn, qu'il débute. Toute sa formation s'est faite en tant que triple sauteur. À la suite d'une blessure à la cheville et au dos il s'oriente vers le saut en longueur, discipline qui le mène aux jeux olympiques de Barcelone en 1992 où il représente l'Algérie et où est éliminé lors des qualifications.
Il concourt régulièrement pour de nombreux championnats, de France, d'Europe ou du Monde. En 1993, il rencontre son entraîneur et ami Alain Tronqual et, en 1997, décroche le record de France de saut en longueur, inchangé depuis 19 ans, l'établissant à 8,28 m. Il l'améliore l'année suivante, le portant à 8,30 m. Ce record tient jusqu'en 2009, battu par Salim Sdiri avec un saut à 8,42 m.
Il établit ensuite le nouveau record de France vétéran M40 à 7,05 m, record qu'il amènera en 2011 à 7,19 m.
Il est aujourd'hui entraîneur sportif.

### Carrière artistique
Finaliste à la sélection du meilleur artiste du sport à l'American Sport Art Museum and Archives (en), dans l'Alabama, en 2003, il expose en 2006 aux Nations unies à New York ainsi qu'au National Art Club de cette même ville et au New York Athletic Club.
En 2009 c'est à Doha au Qatar qu'il présente son travail, lors du Grand Prix d'Athlétisme. Il y déplace ses toiles de palace en académie sportive durant tout son séjour. La Floride reçoit à son tour ses œuvres, à Fort Myers en 2011, lors de l'inauguration du musée de l'association Art Of The Olympians dont il fait partie avec plusieurs autres athlètes ayant participé à des jeux olympiques et exprimant également leurs talents d'artiste.
Tout au long de l'année, il dévoile ses tableaux en France, dans diverses galeries, divers lieux, et notamment au cours de performances artistiques durant lesquelles il peint une toile en direct, pendant un meeting d'athlétisme par exemple ou tout autre rassemblement culturel ou non [réf. nécessaire].